# Passage Boulay
Le passage Boulay est une voie du 17e arrondissement de Paris, en France.

## Situation et accès
Le passage Boulay est situé dans le 17e arrondissement de Paris. Il débute au 102, rue de La Jonquière et se termine au 99, boulevard Bessières.

## Origine du nom

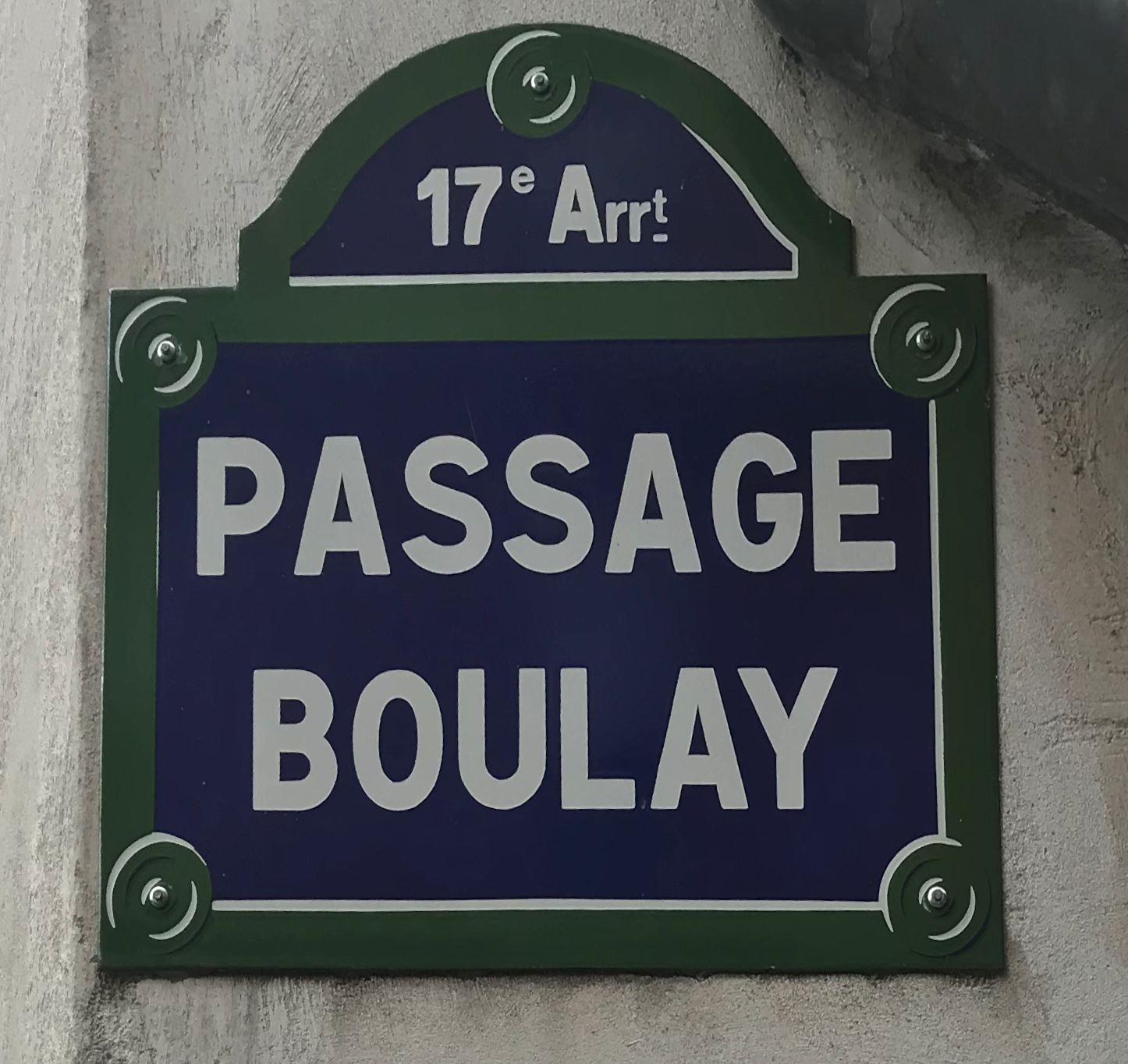
Panneau de la rue.

La rue tire son nom du propriétaire du terrain sur lequel la voie a été ouverte.

## Historique
La voie est ouverte sous sa dénomination actuelle en 1867.